# Исламска вјерска заједница у Сјеверној Македонији
Исламска вјерска заједница у Сјеверној Македонији (ИВЗ; мкд. Исламската верска заедница во Северна Македонија, алб. Bashkësia Fetare Islame e Maqedonisë së Veriut) организација је вјерника исламске вјероисповјести у Сјеверној Македонији. Број муслимана у Сјеверној Македонији по попису становништва из 2002. године је 674.015. Од независности Републике Македоније, ИВЗ представља самосталну организацију, чију структуру чине Џематски одбор, муфтијства у земљи и иностранству, Сабор муфтијстава, Ријасет ИВЗ, Реис-ул-улема, Сабор ИВЗ и Уставни савјет.

## Историја
Организација вјерског живота током периода османске владавине била под јурисдикцијом шеик-ел-ислама у Истанбулу, до балканских ратова тј. Првог свјетског рата, када је вјерски живот муслимана  био под надлежношћу реис-ул-улеме са сједиштем у Сарајеву. Територија која се сада налази под надлежношћу ИВЗ у Сјеверној Македонији, послије Првог свјетског рата била је под управом Исламске заједнице Краљевине Југославије, а затим Исламске заједнице Социјалистичке Федеративне Републике Југославије. Након распада Југославије и проглашења независности Републике Македоније, исламске заједница на простору Републике Македоније почиње да дјелује као независна вјерска заједница са сједиштем у Скопљу.

## Институције
Образовне институције:
- Факултет исламских наука у Скопљу;
- Медреса Иса-бег у Скопљу.

Хуманитарне организације:
- Хуманитарно друштво „Ел Халил”.

Издавачка дјелатност:
- Информативно-издавачки центар у Скопљу.

Публикације:
- „Ел Халил” (двонедјељеник на три језика);
- „Икре” (тромјесечник);
- „Зборник” (годишњак).